# Ха (шестая буква арабского алфавита)
Ха (араб. ﺡ‎ — ха) — шестая буква арабского алфавита. Ха относится к лунным буквам. Соответствует ивритской букве Хет. Обозначает глухой фарингальный фрикатив.

## Соединение
Стоящая в конце слова Ха пишется, как ـح ; в середине слова — ـحـ и в начале слова — حـ.

## Абджадия
Букве соответствует число 8.

## Произношение
Халиль ибн Ахмад аль-Фарахиди писал: «Если бы не слабый хрип (или сильный шёпот, шипение) (بُحَّةٌ), то звук „Ха“ был бы похож на „Айн“»
Подтверждая слова именитого арабского филолога, Б. З. Халидов в «Учебнике арабского языка» пишет, что "глухой звук «Ха» образуется, когда выдыхаемый воздух проходит через сузившуюся глотку, вследствие чего возникает специфический шум, производящий на слух впечатление шипения в полости глотки. Если при этом участвует ещё и голос, то получается звук « ‘Айн», который является звонкой разновидностью звука «Ха».
Профессор Юшманов Н. В. в книге «Грамматика литературного арабского языка» описывает этот звук « ‘Айн» следующим образом: «Сильный шёпот при сужении прохода за язычком».